# زبوینو (استان کویافسکو-پومورسکی)
زبوینو (به لهستانی:  Zbójno) یک روستا در لهستان است که در گمینا زبوینو واقع شده‌است. زبوینو ۸۴۱ نفر جمعیت دارد.